# AeroMobil
AeroMobil (også stiliseret Aeromobil og AEROMOBIL af dem) er et slovakisk prototype af en flyvende bil, designet af Štefan Klein og fløj for første gang i 2013. Flyet vil blive produceret af AeroMobil s.ro..
AeroMobil s.r.o. medstifter og administrerende direktør Juraj Vaculik angav i marts 2015 at fartøjet vil være beregnet for "velhavende superbils købere og fly entusiaster". Vaculik regner med at flyet vil være klar til at blive solgt i 2017.

## Design og udvikling
Prototypen var udtænkt som et fartøj som kunne konvertere fra en bil til et fly. V'ersion 2.5 proof-of-concept(bevis-for koncept) tog 20 år at udvikle, og havde siden jomfruflyvning i 2013. Prototypen var konstrueret af AeroMobil Team, baseret i Bratislava, Slovakia og ledes af de to medstiftere Štefan Klein og Juraj Vaculik, rådgivet af opfinderen Dean Kamen.
Fra 2013 har der været fire udviklingsmæssige versioner af Aeromobil, 1.0, 2.0 og 2.5, med tidligere versioner som manglede foldende vinger, mens senere versioner har foldende vinger og finner omkring hjulene. Version 2.5 var først udstillet i Montreal ved SAE AeroTech Kongres og Udstilling. Version 3.0 blev introduceret på Pioneers Festival 2014 i Vienna, Austria, og fløj i oktober 2014. Designerne har til hensigt at omfatte en ballistisk faldskærm.
I 2014 sagde selskabet at der ikke er en dato for et færdigt produkt, men i 2015 håbede de på at kunne levere produktet i 2017.

## Varianter
AeroMobil 1.0 (1990–94)Indledende koncept køretøj
AeroMobil 2.0 (1995-2010)Konceptudvikling
AeroMobil 2.5 (2010-2013)Præ-prototype af Aeromobil-konceptet
AeroMobil 3.0 (2014-)Videreudvikling af konceptet. Først offentligt vist i oktober 2014. Drevet af en Rotax 912S motor, der er bygget med en stålramme, der er omfattet i [ kulfiber].

## Specifications (AeroMobil 3.0)
Tekst mangler, hjælp os med at skrive teksten